# Interimseinband
Interimseinband ist ein Begriff aus der Buchbinderei. Bis Mitte des 19. Jahrhunderts wurden Bücher meist ohne festen Einband ausgeliefert. Sie erhielten ab Verlag einen Interimseinband, also einen nicht für lange Dauer bestimmten flexiblen Einband. Es handelte sich meist um eine Broschur beziehungsweise um eine Interimsbroschur, ein loser Einband (Umschlag) aus einfachem Papier oder aus dünnem Karton mit Angaben zum Buch, der sogenannten Titelei. Lesebändchen, Blattweiser oder ähnliches sind nicht vorhanden.
Nach dem Kauf konnte der Käufer das Buch nach seinem Geschmack binden lassen. In der Regel waren die Lagen des Buches nur lose geheftet und mit wenig Klebstoff mit dem Umschlag verbunden, um sie ohne Beschädigung wieder auseinandernehmen zu können. Der Interimseinband war in der Regel nicht beschnitten, um das nachträgliche Binden zu erleichtern.

## Kennzeichen eines Interimseinbandes
Interimseinbände werden oft mit Broschuren (aber auch mit kartoniert) verwechselt. Es besteht ein grundlegender Unterschied: Mit Broschur wird heute ein endgültiger Einband bezeichnet, der teils aus Papier, teils aus einem leichten Karton besteht (ähnlich einem Schulheft). Ein Interimsband ist ein provisorischer Einband.
Ein zweiter Unterschied ist gemäß Henningsen, dass die Interimsbroschur geheftet und ohne Klebstoff gearbeitet wird, um das Neubinden zu erleichtern. Auffällig ist im Allgemeinen auch der breite Bundsteg, der es ermöglicht, das Buch zu binden.
Hellmuth Helwig definiert den Interimsband folgendermaßen: „Buchblock: Handheftung auf Band, ungeleimt; Deckel: leichte Einbanddecke, meist Pappband; Überzug: beliebig; Rücken: gerade; Vorsatz: doppelt; Schnittart: unbeschnitten; Titel: Schild mit Farbdruck oder handvergoldet; Bemerkung: Schutzeinband für späteres Umbinden wertvoller Lektüre.“

## Überlieferung
Interimseinbände sind eher selten überliefert, da sie beim Binden vom Buchblock fast immer entfernt wurden, nur sehr selten wurden sie mit eingebunden. Insbesondere in Bibliotheken findet man unbearbeitete Buchblöcke nur in Ausnahmefällen, da für die Benutzung des Buches das Binden als unerlässlich betrachtet wurde.

## Beispiele

### Umschlag mit Titelei

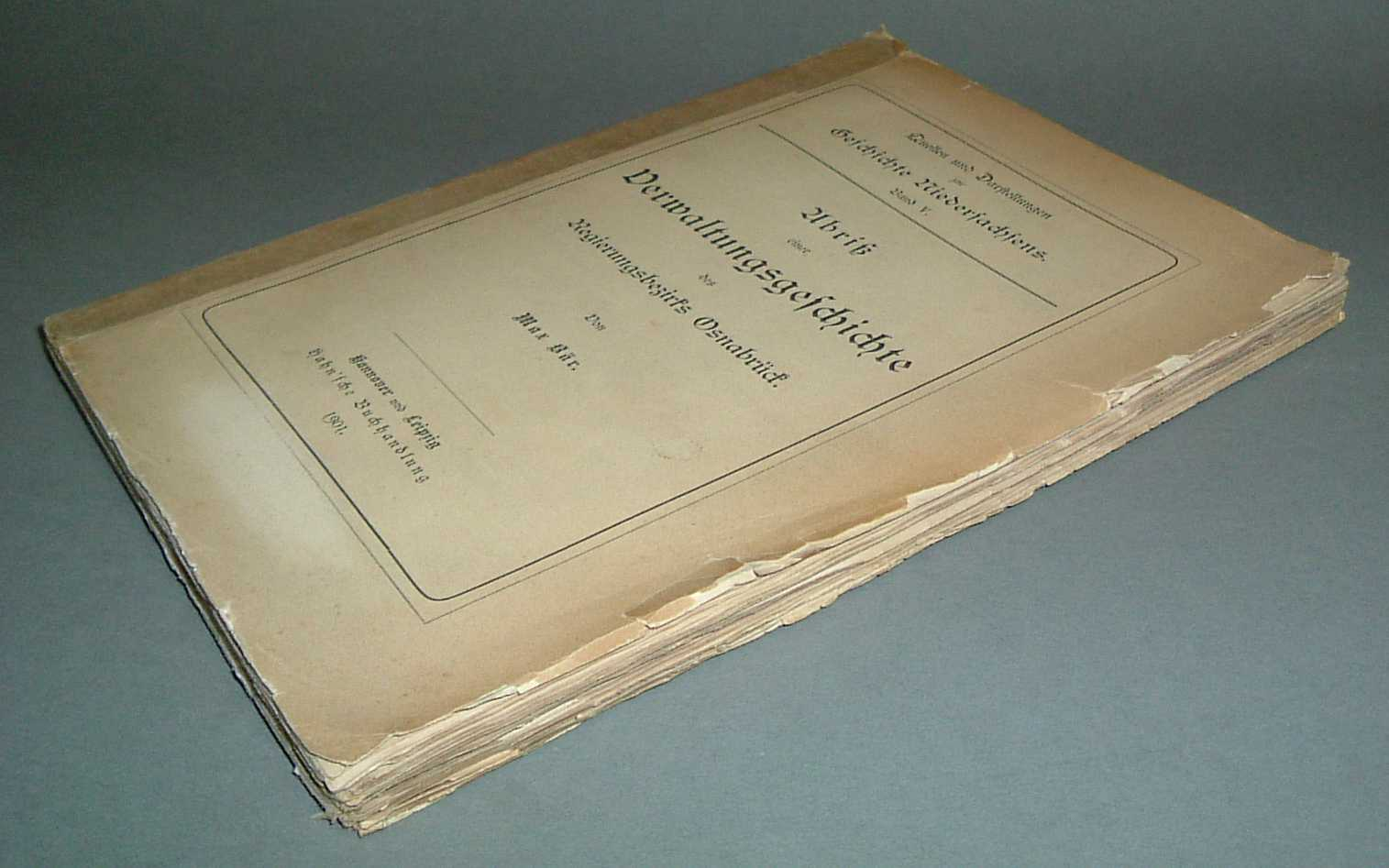
Interimseinband (1901) mit bedrucktem Umschlag

Der Umschlag ist meist (nahezu) identisch mit der Titelseite bedruckt. Bei diesem Exemplar sieht man eine Verstärkung durch einen Klebestreifen. Sollte das Buch gebunden und beschnitten werden, kann der originale Einbandumschlag auf den neuen festen Einband geklebt oder auch eingebunden werden. Manchmal sind solche Interimsbände auf der Rückseite auch mit Verlagsanzeigen bedruckt oder tragen Anweisungen an den Buchbinder, etwa über die Anordnung separat gelieferter Tafeln mit Illustrationen.

### Unbedruckter Umschlag

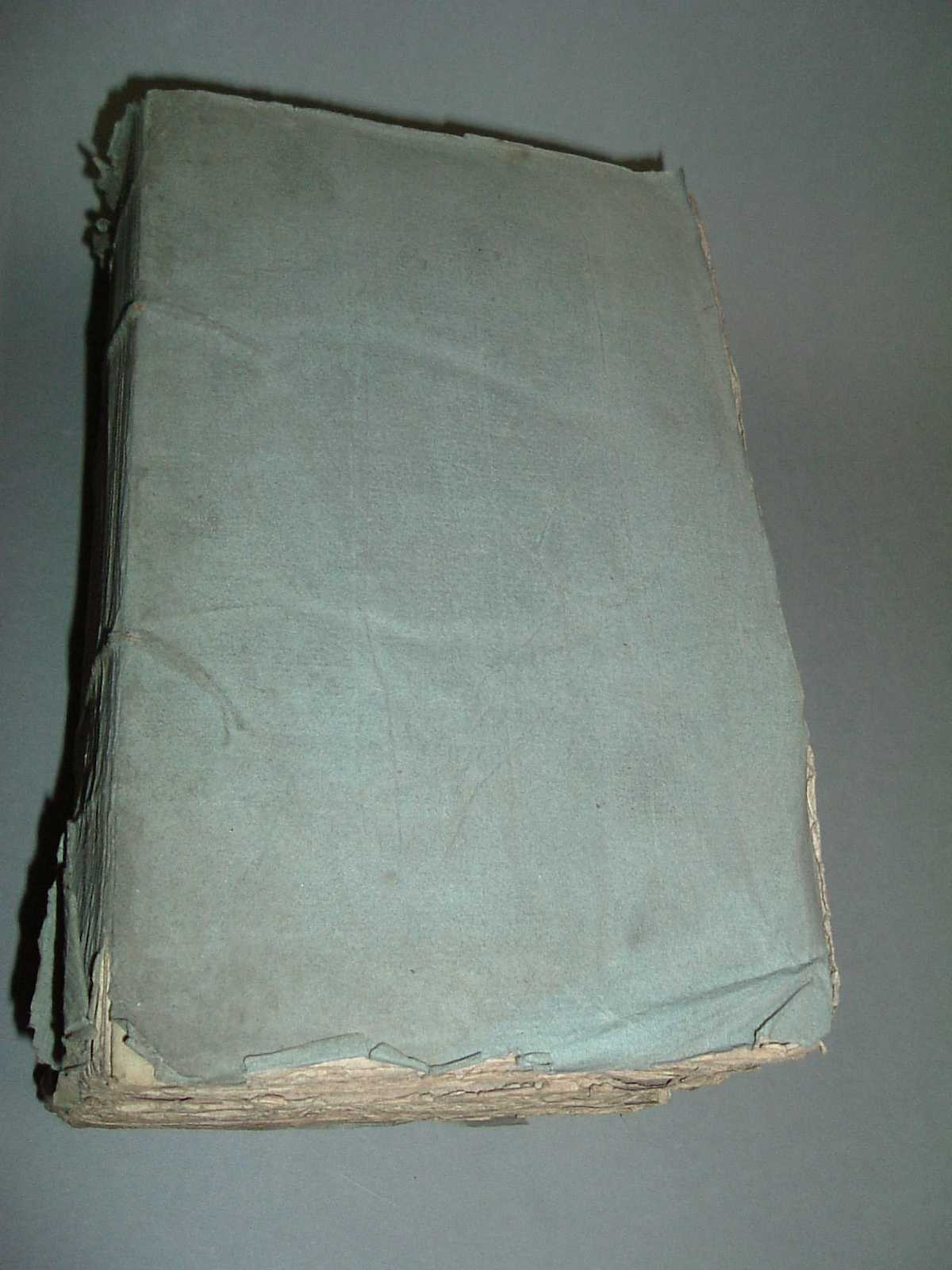
Interimseinband (Code Napoléon aus dem Jahr 1820) leerer Umschlag

Diese unbedruckten Interimseinbände, häufig aus hellblauem Papier, waren insbesondere Mitte/Ende des 18. bis Anfang des 19. Jahrhunderts bis zum Beginn der industriellen Buchproduktion üblich. Erkennbar ist der mit dem Papier überzogene Rücken mit den Fäden der eingeklebten provisorischen Heftung.

### Loser Buchblock

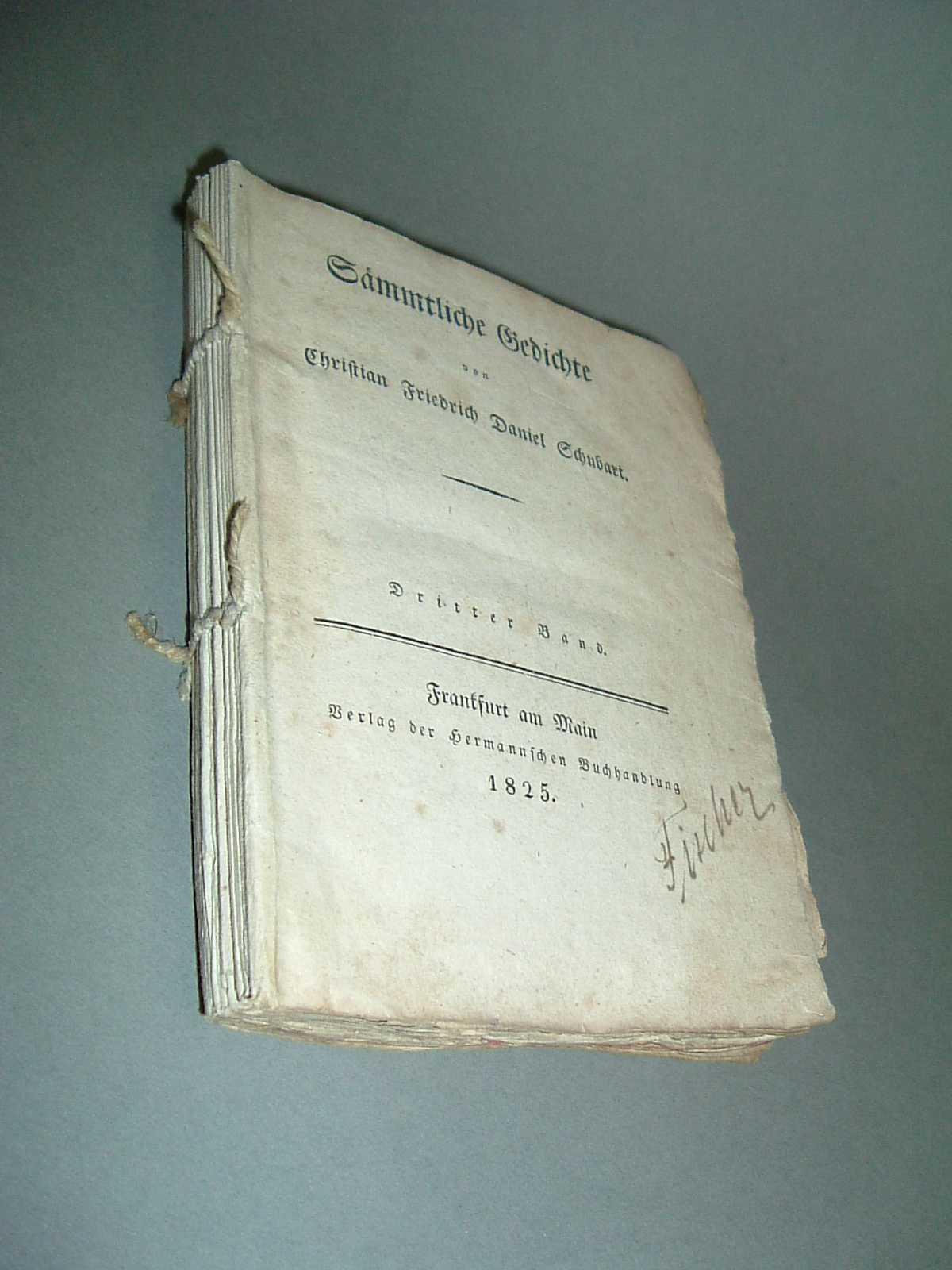
Buchblock

Zur Abgrenzung ein Beispiel eines losen Buchblocks, der über keinen Einband verfügt, also auch über keinen Interimseinband. Erste Seite ist die Titelseite. Die einzelnen Lagen des Blocks am Rücken sind sichtbar und nicht wie bei einem Interimseinband überklebt. Sichtbar sind die Fäden einer provisorischen Heftung.